# Чон-Кара (Кызгызстан)
Чон-Кара (кирг. Чоң-Кара) — село в Кадамжайском районе Баткенской области Кыргызстана. Входит в состав айылного аймака Ак-Турпак.

## География
Село расположено в восточной части области, на правом берегу реки Сох, на расстоянии приблизительно 59 километров (по прямой) к западо-северо-западу от города Кадамжай, административного центра района. Абсолютная высота — 813 метров над уровнем моря.

## Население
Согласно оценочным данным Национального статистического комитета Кыргызской Республики, численность населения села на начало 2023 года составляла 375 человек.
| год     | 2009 | 2014 | 2015 | 2020 | 2021 | 2023 |
| ------- | ---- | ---- | ---- | ---- | ---- | ---- |
| человек | 206  | 295  | 299  | 355  | 361  | 375  |